# رامونز
رامونز (به انگلیسی: Ramones) یک گروه موسیقی راک آمریکایی بود که در سال ۱۹۷۴ در نیویورک شکل گرفت و اغلب از آن‌ها به‌عنوان اولین گروه پانک راک یاد می‌شود. با وجود آن‌که موفقیت تجاری رامونز محدود بود، آن‌ها هم در ایالات متحده و هم در بریتانیا تأثیر مهمی بر جنبش پانک راک داشتند.
همهٔ اعضای رامونز نام فامیلی مستعار «رامون» را در پی نام کوچک‌شان داشتند، گرچه در واقعیت هیچ پیوند فامیلی میان آن‌ها نبود. اعضای گروه در تمام مدت ۲۲ سال فعالیت‌شان به برگزاری تورهای پیوسته مشغول بودند و ۲۲۶۳ کنسرت برگزار کردند. در سال ۱۹۹۶ و پس از پایان توری که هم‌زمان با جشنوارهٔ موسیقی لولاپالوزا انجام شد، آن‌ها یک اجرای خداحافظی برگزار کردند و پس از آن گروه منحل شد. با گذشت حدود ۸ سال از از هم فروپاشی گروه، ۳ عضو بنیان‌گذار رامونز درگذشتند. خوانندهٔ اصلی جویی رامون در سال ۲۰۰۱، دی دی رامون باسیست در سال ۲۰۰۲ و جانی رامون گیتاریست در سال ۲۰۰۴.
تنها آلبوم رامونز که در آمریکا آن‌قدر فروش کرد که گواهی‌نامهٔ گُلد دریافت کند، آلبوم برگزیده آثار آن‌ها با نام Ramones Mania بود که در سال ۱۹۸۸ منتشر شد.
به رسمیت شناخته شدن اهمیت رامونز، روندی بود که سال‌های متمادی به‌طول انجامید و امروزه نام آن‌ها در رده‌بندی‌های مرتبط با موسیقی راک مانند فهرست‌های «۵۰ هنرمند برتر همهٔ دوران» رولینگ استون و «۱۰۰ هنرمند برتر هارد راک همهٔ زمان‌ها»ی وی‌اچ‌وان به‌چشم می‌خورد. در سال ۲۰۰۲ و در رده‌بندی «برترین گروه‌های موسیقی همهٔ دوران» نشریهٔ اسپین، رامونز پس از بیتلز رتبهٔ دوم را به‌خود اختصاص داد و در سال ۲۰۰۲ اعضای گروه به تالار شهرت راک اند رول راه یافتند.